# Caiophora scarlatina
Caiophora scarlatina är en brännreveväxtart som beskrevs av Ignatz Urban och Gilg. Caiophora scarlatina ingår i släktet Caiophora och familjen brännreveväxter. Inga underarter finns listade i Catalogue of Life.